# Öngyilkos szüzek (film)
Az Öngyilkos szüzek (eredeti cím: The Virgin Suicides) 1999-ben bemutatott amerikai lélektani filmdráma, amelyet Sofia Coppola írt és rendezett (rendezői debütálásában), társproducere Francis Ford Coppola volt. A főszerepben James Woods, Kathleen Turner, Kirsten Dunst, AJ Cook és Josh Hartnett látható. Kisebb szerepekben feltűnik még Scott Glenn, Michael Paré és Danny DeVito, a narrátor hangját pedig Giovanni Ribisi adja.
Az Entertainment Weekly 2015-ös "50 legjobb középiskolás film" listáján a 39. helyre került.
A film a kezdetét jelentette Coppola és a főszereplő Kirsten Dunst közötti munkakapcsolatnak, akit Coppola a következő években több filmben is főszereplőnek választott.

## Rövid történet
Egy csapat férfi megszállottjává válik öt titokzatos nővérnek, akiket szigorú, vallásos szüleik óvnak Detroit külvárosában, az 1970-es évek közepén.

## Szereposztás
| Szerep                | Színész            | Magyar hangja (1. szinkron) | Magyar hangja (2. szinkron, 2015) |
| --------------------- | ------------------ | --------------------------- | --------------------------------- |
| Ronald Lisbon         | James Woods        | Kautzky Armand              | Rosta Sándor                      |
| Mrs. Lisbon           | Kathleen Turner    | Fehér Anna                  | Menszátor Magdolna                |
| Lux Lisbon            | Kirsten Dunst      | Vadász Bea                  | Bogdányi Titanilla                |
| Mary Lisbon           | A.J. Cook          | Mezei Kitty                 | Berkes Boglárka                   |
| Cecilia Lisbon        | Hanna R. Hall      | Nemes Takách Kata           | Hermann Lilla                     |
| Therese Lisbon        | Leslie Hayman      | Csondor Kata                | Pekár Adrienn                     |
| Bonnie Lisbon         | Chelse Swain       | Dögei Éva                   | Dögei Éva                         |
| Trip Fontaine, fiatal | Josh Hartnett      | Markovics Tamás             | Czető Ádám                        |
| Trip Fontaine, idős   | Michael Paré       | Seder Gábor                 | N/A                               |
| Moody atya            | Scott Glenn        | Háda János                  | Kapácsy Miklós                    |
| Dr. E.M. Horniker     | Danny DeVito       | Háda János                  | Forgács Gábor                     |
| Paul Baldino          | Robert Schwartzman | N/A                         | Szalay Csongor                    |
| Parkie Denton         | Noah Shebib        | N/A                         | Berkes Bence                      |
| Tim Weiner            | Jonathan Tucker    | Pálmai Szabolcs             | Nikas Dániel                      |
| Jake Hill Conley      | Hayden Christensen | N/A                         | Borbíró András                    |
| Chase Buell           | Anthony DeSimone   | N/A                         | Császár András                    |
| Mrs. Buell            | Sherry Miller      | N/A                         | Nádasi Veronika                   |
| Narrátor hangja       | Giovanni Ribisi    | Seder Gábor                 | Czető Roland                      |
| Dominic Palazzolo     | Joe Dinicol        | N/A                         | N/A                               |
| Amy Schraff           | Kristin Fairlie    | N/A                         | N/A                               |
| Mrs. Hedlie           | Sally Cahill       | N/A                         | N/A                               |

## Filmzene
| #   | Cím                                  | Előadó             | Hossz |
| --- | ------------------------------------ | ------------------ | ----- |
| 1.  | Magic Man                            | Heart              | 5:28  |
| 2.  | Hello It's Me                        | Todd Rundgren      | 4:21  |
| 3.  | Everything You've Done Wrong         | Sloan              | 3:27  |
| 4.  | Ce Matin Là                          | Air                | 3:39  |
| 5.  | The Air That I Breathe               | The Hollies        | 3:47  |
| 6.  | How Can You Mend a Broken Heart      | Al Green           | 6:23  |
| 7.  | Alone Again (Naturally)              | Gilbert O’Sullivan | 3:39  |
| 8.  | I'm Not in Love                      | 10cc               | 6:04  |
| 9.  | A Dream Goes On Forever              | Todd Rundgren      | 2:23  |
| 10. | Crazy on You                         | Heart              | 4:55  |
| 11. | Playground Love (Vibraphone version) | Air                | 3:51  |
| 12. | Come Sail Away                       | Styx               | 6:04  |

## Megjelenés
A film világpremierje az 1999-es cannes-i filmfesztiválon volt május 19-én. Az Egyesült Államokban majdnem egy évvel később, 2000. április 21-én került korlátozott számban bemutatásra. A mozikban 2000 májusában széles körben is bemutatták a filmet.

### Forgatás
Az Öngyilkos szüzek című filmet 1999-ben forgatták az Ontario állambeli Torontóban és a Michigan állambeli Detroit külvárosában, 6 millió dolláros költségvetéssel. A forgatás nagyjából egy hónapig tartott.

## Médiakiadás
A film 2000. december 19-én jelent meg VHS-en és DVD-n a Paramount Home Entertainment forgalmazásában. 2018. április 24-én jelent meg a film felújított változata DVD-n és Blu-rayen a The Criterion Collection kiadásában, többek között új interjúkkal és egy kulisszák mögötti dokumentumfilmmel.